# Administrativní dělení Gabonu

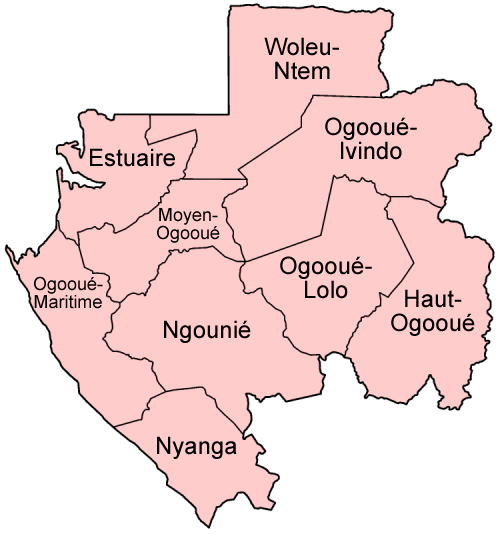

Gabon je rozdělen do 9 provincií, které se dále dělí do 50 departmentů. Každý department má své hlavní město.

## Estuaire
- Komo Department (Kango)
- Komo-Mondah Department (Ntoum)
- Noya Department (Cocobeach)
- Cap Estérias Department (Cap Estérias)
- Komo-Océan Department (Ndzomoe)
- Libreville (department a hlavní město zároveň)

## Haut-Ogooué
- Djoue (Onga)
- Djououri-Aguilli (Bongoville)
- Lekoni-Lekori (Akieni)
- Lekoko (Bakoumba)
- Leboumbi-Leyou (Moanda)
- Mpassa (Franceville)
- Plateaux (Leconi)
- Sebe-Brikolo (Okondja)
- Ogooué-Létili (Boumango city)
- Lékabi-Léwolo (Ngouoni)
- Bayi-Brikolo (Aboumi)

## Moyen-Ogooué
- Abanga-Bigne (Ndjole)
- Ogooue et des Lacs (Lambaréné)

## Ngounié
- Boumi-Louetsi (Mbigou)
- Dola (Ndendé)
- Douya-Onoy (Mouila)
- Louetsi-Bibaka (Malinga)
- Louetsi-Wano (Lebamba)
- Mougalaba (Guietsou)
- Ndolou (Mandji)
- Ogoulou (Mimongo)
- Tsamba-Magotsi (Fougamou)

## Nyanga
- Basse-Banio (Mayumba)
- Douigni (Moabi)
- Doutsila (Mabanda)
- Haute-Banio (Ndindi)
- Mongo (Binza)
- Mougoutsi (Tchibanga)

## Ogooué-Ivindo
- Ivindo (Makokou)
- Lope (Booue)
- Mvoung (Ovan)
- Zadie (Mekambo)

## Ogooué-Lolo
- Lolo-Bouenguidi (Koulamoutou)
- Lombo-Bouenguidi (Pana)
- Mouloundou (Lastoursville)
- Offoué-Onoye (Iboundji)

## Ogooué-Maritime
- Bendje (Port-Gentil)
- Etimboue (Omboue)
- Ndougou (Gamba)

## Woleu-Ntem
- Haut-Komo (Medouneu)
- Haut-Ntem (Minvoul)
- Ntem (Bitam)
- Okano (Mitzic)
- Woleu (Oyem)